# Linda McAvan
Linda McAvan, née le 2 décembre 1962 à Bradford, est une femme politique britannique, membre du Parti travailliste.

## Biographie
Elle est députée européenne de 1998 à 2019.
Elle quitte le Parlement européen le 18 avril 2019. Elle devient directrice exécutive des relations européennes de la Fondation européenne pour le climat.